# Marc-André Zoro
Marco André Zoro Kpolo, né le 27 décembre 1983 à Abidjan, est un footballeur ivoirien. Zoro compte 22 sélections pour l'équipe de Côte d'Ivoire.

## Biographie

### En club
En 1999, Marc Zoro est recruté par Salernitana Sport, un club italien de 2e division. Il part en prêt au FC Messine en janvier 2003. Le club sicilien est promu en 1re division à l'issue de la saison 2003-2004 et se classe 7e lors de sa première saison en Serie A. Zoro signe alors un contrat avec Messine. Dans le courant de la saison 2005-2006, il est victime d'injures racistes de la part de supporters de la SS Lazio, puis de l'Inter Milan. Lors de la rencontre entre Messine et l'Inter, il ramasse le ballon en signe de protestation et décide de quitter le terrain. Il regagne finalement sa place et termine le match, à la demande des joueurs des deux camps,.
En juin 2007, il quitte l'Italie pour rejoindre le Benfica Lisbonne. À peine titularisé il marque deux buts. L'entraîneur qui le fait venir au Benfica part quelques mois après et est remplacé par José Antonio Camacho. Celui-ci ne permet pas au jeune défenseur ivoirien de s'exprimer sur l'aire de jeu, pour des raisons inexpliquées qui n'ont rien à avoir avec les performances du jeune défenseur. Pour preuve, en janvier 2009, il est prêté au Vitoria Setubal, et toujours en tant que défenseur il fait encore parler de lui en inscrivant 4 buts. De retour au Benfica ne comprenant toujours pas l'attitude de son entraîneur à le mettre à l’écart, il se résout donc à quitter le club pour d'autres challenges. 
Le 30 janvier 2012, après avoir passé un essai concluant, il signe pour un an et demi avec le SCO Angers. Après sa remarquable saison à Angers Sco avec 2 buts à son actif sur 32 matches, il s'engage en été 2013 avec le club de la première ligue grec(Superleague Greece), OFI Crète. Et déjà il fait encore parler de lui en inscrivant un beau but de la tête en coupe de la Grèce. 

### En équipe nationale
Marc-André Zoro est appelé pour la première fois en équipe de Côte d'Ivoire en février 2003, à l'occasion d'un match face au Cameroun.
Zoro prend part à la Coupe d'Afrique des nations 2006, puis figure sur la liste de 23 joueurs ivoiriens établie par le sélectionneur Henri Michel en vue de la Coupe du monde 2006. Remplaçant, il ne rentre pas en jeu durant le tournoi. Zoro est rappelé par Uli Stielike pour disputer la Coupe d'Afrique des nations 2008. Il est titularisé face au Mali et inscrit le second but ivoirien. Il dispute également le match pour la 3e place opposant la Côte d'Ivoire et le Ghana.